# ФК „Миньор“ (Перник)
„Миньор“ е професионален футболен клуб от град Перник, България, създаден през 1919 г., който участва във втора лига . Играе домакинските си мачове на стадион „Миньор“ с капацитет 20 000 места (6000 седящи). Основните цветове на отбора са жълто и черно. Прякорът на тима е „чуковете“.
В досегашната си история клубът има общо 38 сезона в А група. Най-доброто класиране на Миньор е четвърто място, което постига два пъти – през 1955 и 1960/61. Финалист за националната купа през 1958. В по-ново време отборът от Перник завършва на шесто място през 1996/97.

## История

### Създаване
На 31 май 1945 г. е възстановен СК „Бенковски“, като клубът получава името Рудничар. Първоначалната идея на партийното и спортното ръководство е в обединението да се включи и ЖСК – Перник, но оттам отказват. В крайна сметка обаче на 19 август 1946 г. „Рудничар“ и ЖСК се обединяват, като клубът получава името Републиканец.
В края на 1949 г. настъпват нови промени. Както навсякъде в България, така и в Перник са учредени пет доброволни спортни организации на ведомствен принцип. Основната сред тях е Торпедо, в която влизат почти всички добри пернишки футболисти по това време, играли преди това в „Републиканец“.

### Силен отбор през 50-те години
През 1950 г. „Торпедо“ печели за първи път правото да участва в А група и през следващите 12 години е неизменна част от елитната дивизия. В дебютния сезон 1951 завършва на 9-о място в класирането от 12 отбора, като през следващата година клубът е преименуван на „Миньор“. Изграден е състав, който има статута на един от най-добрите извън столични отбори в България. През 1955 перничани завършват на 4-то място в крайното класиране, като през същата година юношите на клуба стават републикански шампиони. През следващите два сезона Миньор продължава със стабилното си представяне в шампионата, финиширайки два пъти на 5-а позиция.
През сезон 1956 централният нападател на „Миньор“ Павел Владимиров става голмайстор на А група с 16 попадения. Освен него, сред другите изявени играчи в отбора през 50-те години са вратарите Александър Илиев и Панталей Виденов, защитниците Тодор Евстатиев, Петър Лозанов и Румен Начев, халфовете Богомил Пушев, Роман Драгомиров и Живко Карадалиев, крилата Иван Данчев и Олег Павлов.
През сезон 1958, под ръководството на треньора Евгени Петров, „Миньор“ достига до финал за националната купа, елиминирайки последователно „Лудогорец“ (Разград), „Родни криле“ (София), „Черно море“ (Варна) и „Левски“ (София). На 7 ноември 1958 г. обаче перничани губят във финала с 0:1 от „Спартак“ (Пловдив). В двубоя за „Миньор“ играят: Панталей Виденов, Тодор Евстатиев, Михаил Василев, Румен Начев, Богомил Пушев, Роман Драгомиров, Васил Романов, Дойчо Бачев, Павел Владимиров, Кирил Александров и Олег Павлов.
През 1960/61 „Миньор“ се класира на 4-то място в А група за втори път в своята история. През следващия сезон обаче отборът изненадващо финишира на предпоследното място и изпада от елитното първенство. Това поставя край на своеобразния „златен период“ в историята на клуба.

### Между А група и Б група
Следващите близо 30 години са период от историята на „Миньор“, в които се редуват престои в А група и Б група. Клубът се завръща в елитното първенство през 1966 г. и се задържа там в продължение на 4 сезона. Най-доброто класиране по това време е 7-о място през 1967/68. В началото на 1969 г., по решение на ЦК на БКП, другият пернишки клуб „Металург“, който тогава участва в Б група, се влива в „Миньор“, като дружеството е преименувано на Кракра. През 1970 г. клубът завършва на 15-о място и изпада от елита, след което получава ново име – ФК „Перник“.
"Отборът на „Миньор“ е един от не многото така симпатични отбори в страната. У него има нещо английско. Това е отбор, който винаги се бори! Когато е в А РФГ да не изпадне, а когато е в Б РФГ да се върне в първия ешелон."
През 1971 г. за старши треньор е назначен легендата Павел Владимиров. Под негово ръководство през 1971/72 отборът завършва на 1-во място в Южната Б група. Следват 5 поредни години в А група, в които неизменно се води битка за оцеляване. През 1973 г. клубът отново си връща името „Миньор“, след като „Металург“ възстановява самостоятелното си съществуване. В крайна сметка перничани изпадат през 1976/77. Сред футболистите, оставили най-ярка диря в историята на „Миньор“ по това време, са Евлоги Банчев, Славе Малинов, Веселин Евгениев, Никола Велинов, Ангел Славов. Централният нападател Георги Йорданов – Ярето става рекордьор по голове в официални мачове за клуба в първенството. Между 1964 г. и 1980 г. бележи общо 152 гола (69 в А група и 83 в Б група) в 424 изиграни мача (243 в А група и 181 в Б група).
През 1979 г. „Миньор“ отново се завръща в елита. В сезон 1979/80 тимът има стабилни изяви и се класира на 8-о място под ръководството на треньора Димитър Контев, но още на следващата година за пореден път се озовава в Б група. До края на 80-те години на ХХ век клубът регистрира още три сезона в елита – 1984/85, 1987/88 и 1988/89. През това десетилетие изгрява звездата на крилото Верчо Митов, а основен футболист е и друг флангови нападател – Марио Вълков. От школата излизат халфове като Славчо Павлов и Иво Славчев.

### „Лудата банда“ от 90-те
Позицията на „Миньор“ в българския футбол през 90-те години на ХХ век не се различава особено от предходните три десетилетия. Периодът обаче носи на отбора славата на „лудата банда“, а Перник се превръща в мрачна дестинация за гостуващите съперници. „Миньор“ влиза в 90-те години като участник в А група, но през 1992 г. се разделя с мястото си в елита. Пропадането на клуба продължава и през следващите два сезона, като се стига дори до там, че през 1994/95 тимът участва във В група.
Следва обаче бързо изкачване и през 1996 г. „Миньор“ отново е в най-високото ниво на българския футбол, където се задържа през следващите 5 сезона. В тях мачовете в Перник с ЦСКА и „Левски“ неведнъж са белязани от екшъни, скандали, побоища между феновете, счупени прозорци на автобуси и влакове. „Чуковете“ разполагат с корав състав, в който доминират местни футболисти като Емил Варадинов, Николай Александров, Петър Анестиев, Славчо Павлов, Антон Евтимов, Людмил Евгениев, Велизар Димитров. Има и няколко попълнения от региона, сред които Янек Кючуков, Анжело Кючуков, Георги Караканов, Георги Кьосев, Ивайло Паргов и Юлиян Янакиев. Най-доброто класиране по това време е 6-о място през сезон 1996/97, а през следващите две кампании отборът финишира на 8-а позиция.
В този период Миньор изиграва редица паметни мачове, които влизат във фолклора на клуба. През 1997/98 перничани обръщат Левски с 9 души и печелят с 2:1 с голове на Здравко Лазаров и Георги Кьосев, а през 1999/00 от последна позиция в класирането побеждават с 3:2 съперника, който е фаворит за титлата, след хеттрик на Антон Евтимов.

### Завръщане в А група през 2008 г.
След изпадането на „Миньор“ от А група през 2001 г. в клуба настъпва финансова криза. Още на следващата година перничани стигат до В група, където участват в продължение на три поредни сезона. През 2005 г. се завръщат във втория ешелон, а през 2008 г. отново печелят промоция за елитното първенство след 7-годишна пауза. Това се случва под ръководството на треньора Димитър Алексиев след победа с дузпи в бараж срещу Калиакра (Каварна).
През следващите 4 години „Миньор“ се класира в „златната среда“ на А група, като през сезон 2008/09 достига и до полуфинал за Купата на България. През сезон 2012/13 обаче настъпва срив, породен от финансова криза. Отборът завършва на 14-о място в първенството и изпада в Б група. През лятото на 2013 г. заради финансова несъстоятелност клубът е изваден от професионалния футбол. Следват години, в които „Миньор“ трайно се състезава в третия ешелон.

## Любопитни факти
- На 31 октомври 1951 г., в навечерието на Деня на миньора, в Перник гостува силният отбор на Шахтьор (Донецк), който изиграва приятелски мач с „Миньор“. Срещата на Минното игрище завършва 2:1 за гостите пред 10 000 зрители. След мача от делегацията на „Шахтьор“ споделят, че Минното игрище е в твърде лошо състояние. Дни по-късно на среща в чакалнята на рудник „Бели брег“ високопоставени ръководители на държавата вземат решение за срочно изграждане на нов стадион в града. Така през 1954 г. е открит „Стадиона на мира“.
- През май 1958 г. в Българската федерация е получена покана от футболната федерация на СССР за гостуването на един роден отбор, който да бъде спаринг партньор на националния тим на СССР в последната му проверка преди световното първенство в Швеция'58. Избрано е това да бъде „Миньор“. Срещата на 30 май 1958 г. завършва 4:0 за руснаците. След това перничани изиграват още два мача – губят с 1:4 от Динамо (Киев) и побеждават с 1:0 Зенит.

## Последните 10 сезона
| Сезон     | Група      | Място | Нац. Купа |
| -         |            |       |           |
| 2014 – 15 | В Група    | 2     |           |
| 2015 – 16 | В Група    | 5     |           |
| 2016 – 17 | Трета лига | 3     |           |
| 2017 – 18 | Трета лига | 4     |           |
| 2018 – 19 | Трета лига | 5     |           |
| 2019 – 20 | Трета лига | 1     |           |
| 2020 – 21 | Втора лига | 9     |           |
| 2021 – 22 | Втора лига | 5     |           |
| 2022 – 23 | Втора лига | 15    |           |
| 2023 – 24 | Трета лига | 1     |           |

## Стадион
Преди да бъде построен стадион „Миньор“, на негово място е имало друго игрище, от подравнена сгурия, на което футболните клубове от Перник и областта са играели своите мачове. Последният двубой, който се играе на този терен е през 1951 г. срещу украинския „Шахтьор“ (Сталино), днешен Донецк. Първото име на стадионът е „Стадион на Мира“.
През същата година започва изграждането на новия стадион „Миньор“. Докато върви строежът, футболният клуб играе своите срещи на игрището в кв. „Бела вода“, при бившия концентрационен лагер, който се е намирал в местността.
Първоначално основните строители на стадиона са били редови граждани и ученически бригади, които са давали доброволни трудови наряди. Впоследствие се включват и специални строителни войски, които привеждат съоръжението в завършен вид.
Откриването на стадион „Миньор“ се състои на 30 май 1954 г. На церемонията присъстват множество генерали, партийни дейци и спортисти. Лентата за откриването прерязва лично ген. Иван Михайлов.
Първият изигран мач на новия стадион „Миньор“ губи от ВМС с 1:2.

## Състав 2021/2022
Към 14 януари 2022 г.

## Почетни листи

### В А група
|    | Име              | Период                   | Мачове |
| -- | ---------------- | ------------------------ | ------ |
| 1  | Павел Владимиров | 1951 – 1956; 1958 – 1969 | 333    |
| 2  | Георги Йорданов  | 1964 – 1980              | 243    |
| 3  | Тодор Евстатиев  | 1948 – 1962              | 240    |
| 4  | Евлоги Банчев    | 1968 – 1980              | 231    |
| 5  | Славе Малинов    | 1967 – 1980              | 225    |
| 6  | Веселин Евгениев | 1969 – 1977; 1979 – 1985 | 216    |
| 7  | Богомил Пушев    | 1950 – 1962              | 223    |
| 8  | Олег Павлов      | 1952 – 1964              | 213    |
| 9  | Иван Данчев      | 1950 – 1960              | 184    |
| 10 | Петър Лозанов    | 1948 – 1960              | 182    |

|    | Име              | Период                   | Голове |
| -- | ---------------- | ------------------------ | ------ |
| 1  | Павел Владимиров | 1951 – 1956; 1958 – 1969 | 100    |
| 2  | Георги Йорданов  | 1964 – 1980              | 69     |
| 3  | Иван Данчев      | 1950 – 1960              | 56     |
| 4  | Олег Павлов      | 1952 – 1964              | 51     |
| 5  | Верчо Митов      | 1983 – 1992              | 37     |
| 6  | Ангел Славов     | 1971 – 1985              | 35     |
| 7  | Живко Карадалиев | 1952 – 1956; 1959 – 1963 | 32     |
| 8  | Рангел Божилов   | 1962 – 1972              | 27     |
| 9  | Васил Романов    | 1957 – 1960; 1967 – 1968 | 25     |
| 10 | Георги Георгиев  | 1997 – 1999              | 20     |
|    | Антон Евтимов    | 1991 – 1998; 1999 – 2001 | 20     |

### В Б група
|    | Име              | Период                   | Мачове |
| -- | ---------------- | ------------------------ | ------ |
| 1  | Румен Андонов    | 1980 – 1994              | 194    |
| 2  | Валентин Боянов  | 1977 – 1986              | 189    |
| 3  | Георги Йорданов  | 1964 – 1980              | 181    |
| 4  | Ангел Славов     | 1971 – 1985              | 166    |
| 5  | Георги Ганев     | 1976 – 1983              | 153    |
| 6  | Богомил Савов    | 1980 – 1989              | 149    |
| 7  | Златан Аврамов   | 1950 – 1962              | 139    |
| 8  | Веселин Евгениев | 1969 – 1977; 1979 – 1985 | 138    |
| 9  | Славе Малинов    | 1967 – 1980              | 137    |
| 10 | Верчо Митов      | 1983 – 1992              | 134    |

|    | Име              | Период                   | Голове |
| -- | ---------------- | ------------------------ | ------ |
| 1  | Георги Йорданов  | 1964 – 1980              | 83     |
| 2  | Ангел Славов     | 1971 – 1985              | 75     |
| 3  | Верчо Митов      | 1983 – 1992              | 63     |
| 4  | Марио Вълков     | 1976 – 1978; 1985 – 1994 | 58     |
| 5  | Павел Владимиров | 1951 – 1956; 1958 – 1969 | 44     |
| 6  | Емил Серафимов   | 1980 – 1989              | 41     |
| 7  | Христо Христов   | 1969 – 1972              | 33     |
| 8  | Антон Евтимов    | 1991 – 1998; 1999 – 2001 | 31     |
| 9  | Златан Аврамов   | 1963 – 1974              | 30     |
| 10 | Валентин Боянов  | 1977 – 1986              | 26     |

## Треньори на клуба
| Име               | От             | До             |
| ----------------- | -------------- | -------------- |
| Стефан Чумпалов   | януари 1949    | декември 1950  |
| Боян Младенов     | януари 1951    | декември 1953  |
| Димитър Мутафчиев | януари 1954    | май 1954       |
| Никола Димитров   | май 1954       | юли 1954       |
| Стефан Чумпалов   | юли 1954       | декември 1956  |
| Евгени Петров     | януари 1957    | юни 1959       |
| Стефан Чумпалов   | юни 1959       | юни 1960       |
| Боян Младенов     | юни 1960       | юни 1962       |
| Александър Попов  | юни 1962       | юни 1963       |
| Стефан Чумпалов   | юни 1963       | януари 1964    |
| Богомил Пушев     | януари 1964    | юни 1965       |
| Стоян Петров      | юни 1965       | юни 1967       |
| Румен Начев       | юни 1967       | юни 1969       |
| Евгени Петров     | юни 1969       | ноември 1969   |
| Лозан Коцев       | декември 1969  | януари 1970    |
| Евгени Петров     | януари 1970    | юни 1970       |
| Живко Карадалиев  | юни 1970       | юни 1971       |
| Павел Владимиров  | юни 1971       | юни 1974       |
| Богомил Пушев     | юни 1974       | март 1975      |
| Христо Андонов    | март 1975      | юни 1975       |
| Гаврил Стоянов    | юни 1975       | декември 1975  |
| Георги Златков    | януари 1976    | юни 1976       |
| Георги Берков     | юли 1976       | ноември 1976   |
| Павел Владимиров  | януари 1977    | септември 1977 |
| Димитър Контев    | септември 1977 | юни 1980       |
| Васил Романов     | юни 1980       | юни 1981       |
| Стоян Петров      | юни 1981       | ноември 1982   |
| Румен Начев       | януари 1983    | септември 1983 |
| Живко Карадалиев  | септември 1983 | юни 1985       |
| Димитър Контев    | юни 1985       | юни 1986       |
| Евлоги Банчев     | юни 1986       | септември 1988 |
| Богомил Пушев     | септември 1988 | юни 1989       |
| Евлоги Банчев     | юни 1989       | октомври 1991  |
| Веселин Евгениев  | октомври 1991  | април 1992     |
| Симеон Шадов      | април 1992     | юни 1992       |
| Симеон Хаджиев    | юни 1992       | октомври 1992  |
| Димитър Димитров  | октомври 1992  | април 1993     |
| Симеон Шадов      | април 1993     | януари 1994    |

| Име                  | От             | До             |
| -------------------- | -------------- | -------------- |
| Димитър Димитров     | февруари 1994  | юни 1994       |
| Венцислав Арсов      | юни 1994       | август 1995    |
| Димитър Димитров     | август 1995    | декември 1995  |
| Евлоги Банчев        | януари 1996    | юни 1996       |
| Янко Динков          | юни 1996       | юни 1997       |
| Пламен Марков        | юни 1997       | ноември 1997   |
| Михаил Мадански      | ноември 1997   | юни 1998       |
| Венцислав Арсов      | юни 1998       | септември 1998 |
| Янко Динков          | октомври 1998  | декември 1999  |
| Юрий Васев           | януари 2000    | март 2000      |
| Евлоги Банчев        | март 2000      | октомври 2000  |
| Венцислав Арсов      | ноември 2000   | май 2001       |
| Валентин Лазаров     | юни 2001       | септември 2001 |
| Георги Димитров      | септември 2001 | ноември 2001   |
| Венцислав Арсов      | ноември 2001   | юни 2002       |
| Валентин Лазаров     | юни 2002       | май 2004       |
| Юрий Васев           | май 2004       | май 2005       |
| Анатоли Бичовски     | юни 2005       | август 2005    |
| Пламен Николов       | август 2005    | април 2006     |
| Ангел Рангелов       | април 2006     | май 2006       |
| Войн Войнов          | юни 2006       | октомври 2006  |
| Емил Серафимов       | октомври 2006  | декември 2006  |
| Атанас Джамбазки     | януари 2007    | юни 2007       |
| Димитър Алексиев     | юни 2007       | април 2009     |
| Антон Велков         | април 2009     | септември 2010 |
| Стойчо Стоев         | септември 2010 | септември 2012 |
| Николай Тодоров      | септември 2012 | юни 2013       |
| Юрий Васев           | юни 2013       | май 2014       |
| Валери Дамянов       | юни 2014       | декември 2014  |
| Христо Янев          | януари 2015    | юни 2015       |
| Петър Анестиев       | юни 2015       | декември 2015  |
| Йордан Самоковлийски | януари 2016    | май 2016       |
| Петър Анестиев       | май 2016       | април 2017     |
| Данаил Бачков        | април 2017     | ноември 2017   |
| Николай Тодоров      | януари 2018    | септември 2018 |
| Георги Станков       | септември 2018 | ноември 2018   |
| Юрий Васев           | декември 2018  | октомври 2020  |
| Христо Янев          | октомври 2020  | септември 2022 |
| Петър Анестиев       | септември 2022 | септември 2022 |
| Емил Серафимов       | септември 2022 | март 2023      |
| Красимир Петров      | март 2023      | януари 2023    |
| Христо Господинов    | януари 2023    | април 2025     |
| Ангел Червенков      | април 2025     |                |